# ريكاردو أرونا
ريكاردو أرونا (تلفظ برتغالي: /ʁiˈkaʁdu aˈʁõnɐ/؛ مواليد 17 يوليو 1978) هو مُقاتل فنون قتالية مختلطة برازيلي سابق.

## وصلات خارجية
- ريكاردو أرونا على موقع شيردوغ (الإنجليزية)
- ريكاردو أرونا على موقع Tapology.com (الإنجليزية)
- ريكاردو أرونا على موقع IMDb (الإنجليزية)